# Chocolate (2005)
Chocolate is een horrorfilm uit 2005 van regisseur Mick Garris. Het vormt het vijfde deel uit de eerste serie van de filmreeks Masters of Horror. Chocolate is een raamvertelling.

## Verhaal
Chocolate begint wanneer Jamie (Henry Thomas) met een bebloed shirt begint te vertellen wat hem is overkomen aan een onbekende tweede persoon. Dan volgt zijn verhaal:
Jamie woont alleen in zijn appartement sinds hij zeven maanden daarvoor scheidde van zijn vrouw Vanessa (Stacy Grant), die hun zoontje Booth (Jake D. Smith) meenam. Hij voelt zich eenzaam. Zijn collega Wally (Matt Frewer) op het laboratorium voor smaakstoffen nodigt hem uit 's avonds mee te gaan naar een bar, waar hij gitaar speelt in een rockbandje. Die dag ontwikkelt Jamie een chocolade-smaakstof die hem goed smaakt, waarna hij erin toestemt met Wally mee te gaan. In de bar krijgt Jamie zijn eerste visioen. Terwijl een vrouw tegen hem praat en de band flink hard speelt, hoort Jamie totaal andere, rustige geluiden. Even later is alles weer normaal. Wanneer hij later met Wally naar huis rijdt, moet deze echter het stuur overnemen omdat ditmaal Jamies ogen het laten afweten. In plaats van de weg, ziet hij het interieur van een appartement.
De volgende dag ontmoet Jamie in de supermarkt Elaine (Leah Graham), met wie hij 's avonds in bed belandt. Wanneer ze hem de volgende morgen aanstoot, begint Jamie te schokken. Terwijl hij in zijn hoofd een man op 'hem' ziet kruipen voor seks, schokt zijn echte lichaam. Elaine vlucht gepikeerd zijn woning uit. Aan de dinertafel probeert Jamie nog een visioen op te roepen om uit te vinden wat er allemaal aan de hand is. Hij komt er daarbij achter dat hij tijdens zijn visioenen in werkelijkheid waarneemt met de zintuigen van een vrouw. Alles wat hij waarneemt, overkomt haar.
In een volgend visioen ziet hij hoe de vrouw (Lucie Laurier) eruitziet op het moment dat ze in de spiegel kijkt. Wanneer ze het atelier van haar vriend Hooper (Paul Wu) binnenloopt, betrapt ze die in bed met een andere vrouw. Hij vertelt haar dat dit is voor een trio met haar erbij, maar ze geeft hem een klap. Hooper wordt razend en geeft haar een enorme dreun terug. In het eerstvolgende visioen daarop ziet Jamie hoe de vrouw wraak neemt door Hooper met een mes van buik tot keel open te rijten. Daarop stoppen zijn visioenen.
Jamie moet weten wat er aan de hand is. Dankzij beelden in zijn visioenen, denkt hij de vrouw te kunnen vinden in Vancouver. Daar vindt hij haar daadwerkelijk, Catherine Dupres. Zijn pogingen contact met haar te zoeken, leiden ertoe dat ze denkt dat hij een stalker is. Ten langen leste stemt ze er toch in toe met hem te gaan lunchen, waarbij hij zijn vreemde verhaal uit de doeken doet. Jamie lijkt Catherine te overtuigen met zijn kennis van details en ze nodigt hem bij haar thuis uit. Daar slaat ze om en trekt een pistool, ervan overtuigd dat hij haar af wil persen. Na een pijnlijke worsteling zit Jamie met het geweer in zijn handen op zijn knieën en staat Catherine tegenover hem met een katana. Op dat moment zet zich een volgend visioen in, zodat hij zichzelf ziet zitten door Catherines ogen. Wanneer ze op hem afstormt, kan hij niets anders dan haar met meerdere schoten neerschieten.
Op dat moment zoomt de camera uit en is Jamie weer bezig het verhaal te vertellen waar de film mee begon. De toehorende partij blijkt een rechercheur te zijn, die zijn verklaring staat op te nemen in de woning van Catherine.

## Rolverdeling
| Acteur        | Personage        |
| ------------- | ---------------- |
| Henry Thomas  | Jamie            |
| Stacy Grant   | Vanessa          |
| Jake D. Smith | Booth            |
| Matt Frewer   | Wally            |
| Leah Graham   | Elaine           |
| Lucie Laurier | Catherine Dupres |
| Paul Wu       | Hooper           |

## Trivia
- Jamie leest in bed Desperation, een van de boeken van Stephen King die regisseur Mick Garris verfilmde. Acteurs Henry Thomas (Jamie) en Matt Frewer (Wally) spelen daar ook in mee.
- Garris regisseerde Frewer eerder in The Stand (1994) en Riding the Bullet (2004), eveneens verfilmingen van boeken van Stephen King.
- Garris regisseerde Thomas vóór Chocolate in Psycho IV: The Beginning (1990), waarin hij een jonge versie van hoofdpersonage Norman Bates speelt.